# کریش (کارگردان)
کریش (انگلیسی: Krish؛ زادهٔ ۱۰ نوامبر ۱۹۷۸) کارگردان فیلم، و بازیگر اهل هند است.
وی همچنین برندهٔ جوایزی همچون جایزه ملی فیلم، جایزه ناندی، و جایزه فیلم‌فیر جنوب بهترین کارگردان فیلم تلوگویی‌زبان شده‌است.

## فیلم‌شناسی
| سال  | فیلم                      | کارگردان | نویسنده | زبان        | یادداشت                                  | Ref.  |
| ---- | ------------------------- | -------- | ------- | ----------- | ---------------------------------------- | ----- |
| ۲۰۰۸ | Gamyam                    | Yes      | Yes     | زبان تلوگو  | Guest role as naxalite                   | [ ۱ ] |
| ۲۰۱۰ | Vedam                     | Yes      | Yes     | زبان تلوگو  | Guest role as sadhu                      |       |
| ۲۰۱۱ | آسمان                     | Yes      | Yes     | زبان تامیلی | Remake of Vedam                          |       |
| ۲۰۱۲ | Krishnam Vande Jagadgurum | Yes      | Yes     | تلوگو       |                                          |       |
| ۲۰۱۵ | جبار برگشته               | Yes      |         | زبان هندی   | Remake of Tamil film Ramanaa             |       |
| ۲۰۱۵ | Kanche                    | Yes      | Yes     | تلوگو       |                                          |       |
| ۲۰۱۷ | گائوتامی‌پوترا ساتاکارانی  | Yes      | Yes     | تلوگو       | بر پایه 2nd century AD ruler             | [ ۲ ] |
| ۲۰۱۹ | ن. ت. ر: قهرمان           | Yes      | Yes     | تلوگو       | Based on Life History of ن. ت. راما رائو | [ ۳ ] |
| ۲۰۱۹ | ن. ت. ر: رهبر بزرگ        | Yes      | Yes     | تلوگو       | Based on Life History of ن. ت. راما رائو | [ ۴ ] |
| ۲۰۱۹ | مانیکارنیکا: ملکه جانسی   | Yes      | N       | هندی        | بر پایه رانی جانسی                       | [ ۵ ] |
| ۲۰۲۱ | PSPK27                    | Yes      |         | تلوگو       |                                          | [ ۶ ] |

بازیگر
- بازیگر بزرگ (۲۰۱۸)